# Zehubský potok
Zehubský potok je levostranný přítok říčky Hostačovky v okrese Kutná Hora ve Středočeském kraji. Délka jeho toku činí 4,7 km. Plocha povodí měří 10,7 km².

## Průběh toku
Potok pramení jihovýchodně od obce Horky v okrese Kutná Hora v nadmořské výšce okolo 305 m. Zprvu jeho tok směřuje na sever. Po několika stech metrech se obrací na východ a tímto směrem teče regulovaným korytem mezi poli ke vsi Zehuby. Odtud dále pokračuje na jihovýchod ke Kamenným Mostům, kde se vlévá zleva do Hostačovky na jejím 5,3 říčním kilometru v nadmořské výšce 251 m.

### Geomorfologické členění
Celé povodí Zehubského potoka se rozprostírá v jižní části Ronovské kotliny, která je okrskem Čáslavské kotliny. Čáslavská kotlina je geomorfologickým podcelkem v jihovýchodní části Středolabské tabule.

### Větší přítoky
Největším přítokem Zehubského potoka je bezejmenný pravostranný přítok na 1,9 říčním kilometru, který přitéká od Hostovlic. Délka jeho toku činí 2,5 km.

## Zajímavosti

### Starý kamenný most
Při ústí Zehubského potoka do Hostačovky se nachází starý kamenný tříobloukový most, jehož vznik se datuje do 14. století. Délka mostu je přes 41 m a šířka zhruba 9 m.